# Église Saint-Martin de Mayenne
Pour les articles homonymes, voir Église Saint-Martin.
L'église Saint-Martin est une église catholique située à Mayenne, en France. Elle est inscrite aux monuments historiques depuis 1984.

## Localisation
L'église est située dans le département français de la Mayenne à Mayenne, sur la rive gauche de la Mayenne.

## Histoire
D'après l'abbé Angot, l'église était autrefois rattachée à un monastère et ses origines remontent peut-être au IXe siècle : « Un petit monastère, monasteriolum Sancti Martini in Diablintico, existait en ce lieu, on ne sait depuis quelle époque, quand Louis le Débonnaire en assura la possession à saint Aldric, en 832. Depuis lors, détruit sans doute par les Normands en 869, on ne le trouve plus mentionné ». Les historiens récents, comme Henry Chanteux en 1982, remettent en cause cette localisation en situant ce monastère à Montreuil-Poulay.
Néanmoins, l'église actuelle n'est pas antérieure au XIe siècle. À cette époque, le propriétaire du prieuré, Hamelin de Lévaré, en fait don à Aubert, abbé de Marmoutier. Geoffroy Ier de Mayenne confirme cette donation. Un siècle plus tard, les moines de Saint-Martin reçoivent la charge de la chapelle du château de Mayenne. L'église reste à la charge des religieux, dont le prieur est le « curé primitif » jusqu'à la Révolution.
En 1463, l'église Saint-Martin est nommée « église-mère » par rapport à l'église priorale du château. Appartenant à l'origine au doyenné de Javron, elle est érigée en cure par décret du V nivôse an XIII, et en archiprêché par Monseigneur Jean-Baptiste Bouvier. Les paroisses de Saint-Martin et de Notre-Dame ont longtemps été rivales, la seconde étant plus prospère que la première puisqu'enrichie des dons des notables de la ville. Par exemple pendant les processions de la Fête-Dieu, la paroisse de Saint-Martin devait demander l'autorisation à celle de Notre-Dame pour venir sur son territoire, de l'autre côté de la rivière. Une année, les processions des deux paroisses se sont rencontrées sur le pont, et comme ni l'une ni l'autre ne voulait céder le passage, les porteurs de croix et de bannières se sont heurtés et battus, mais les fidèles ont empêché les choses de s'envenimer.
Pendant la Révolution, l'église est fermée en janvier 1794 puis convertie en grange à foin jusqu'en 1800, année de sa réouverture.
L'église a été remaniée à plusieurs reprises au fil du temps : le collatéral nord est construit au XVIIIe siècle et le sud au XIXe siècle. Le second bas-côté a été construit en 1846-1847 sur les plans de M. Tournesac. La façade principale fut refaite à la même occasion, puis une dernière chapelle fut ajoutée en 1861 au sud du déambulatoire. La consécration de l'église ainsi transformée est célébrée le 27 septembre 1847 par Monseigneur Bouvier.
L'inventaire se déroule le 9 février 1906. L'agent, escorté par deux détachements du 103e de ligne, s'adresse aux quelque trente personnes pénétrant de force dans l'édifice : « Messieurs, je suis obligé, à mon grand regret, d'avoir recours à l'effraction. »
Elle est endommagée lors des bombardements de 1944. Une des chapelles fut totalement détruite par une bombe en 1944, et sa reconstruction, un temps envisagée après la guerre, fut abandonnée. Une restauration extensive menée au cours des années 1950 et 1960 a fait disparaître la majorité des décors et du mobilier du XIXe siècle.
En 1978, la municipalité constate la dégradation des voûtes et confie à plusieurs entreprises la restauration du lambris, le rejointement des maçonneries et la réfection de l'éclairage des bas-côtés.

## Intérieur
De l'époque romane, l'église a conservé des parties de la nef et la croisée du transept. L'architecte des bâtiments de France M. Boufflet précise que ces éléments « constituaient le sanctuaire primitif qui s'étend ensuite avec un chœur et un déambulatoire très important. Cette disposition laisserait penser que très vite la nef romane a été agrandie pour le besoin du culte car elle semble être disproportionnée par rapport aux dimensions de cette nef. La charpente de la nef est vraisemblablement de la fin du XIVe siècle ou du courant du XVe siècle. »
L'église possède un retable dit du Rosaire du début du XVIIe siècle dans le transept nord. Il est en bois et ses peintures imitent le marbre, afin de le faire ressembler à un retable lavallois. Son tableau central représente Notre-Dame des sept Douleurs, ce tableau, plus petit, remplace depuis 1970 le tableau initial, trop altéré, évoquant le rosaire. On peut voir également une statue en bois de la Charité de saint Martin du XVIe siècle dans la chapelle axiale. Ces deux objets sont classés. Un autre petit retable, disposé à gauche dans le bas-côté de la première travée de la nef, ornée d'un tableau de Jean Gourdier (1790-1853) décore les Fonts baptismaux.

### Orgue
Après un premier orgue en 1555 et un autre sur lequel on a peu de renseignement, un orgue de tribune construit par Geoges Gloton, facteur d'orgue Nantais, est inauguré en décembre 1923. Relevé en 1978 par Jean Renaud, il est restauré de nouveau en 2014 par Jean-Pierre Conan. Il comporte deux claviers à transmission mécanique : Grand-Orgue, 56 notes, Récit expressif, 56 notes et un pédalier de 30 notes.

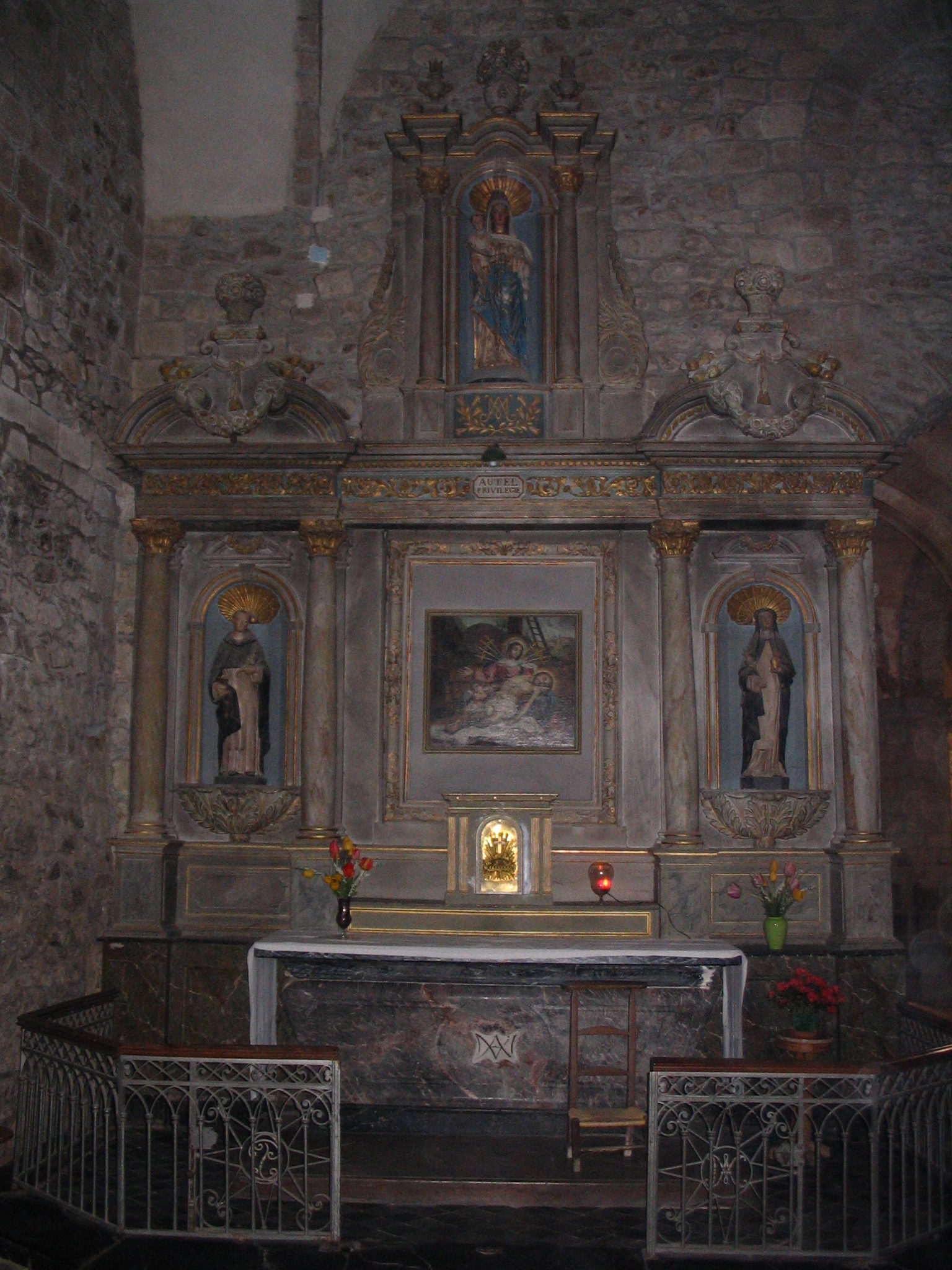
L'autel du transept nord et le retable du rosaire.
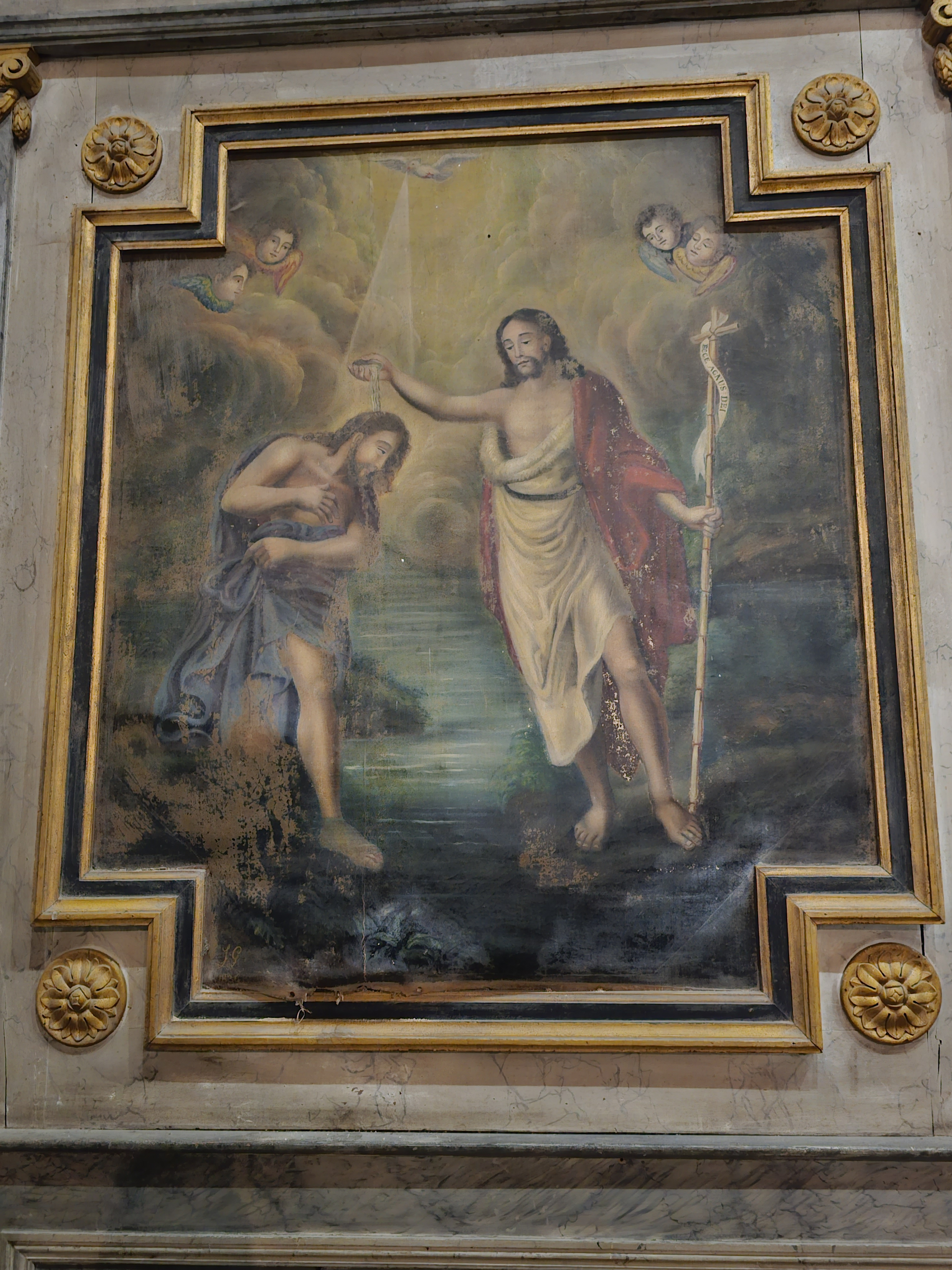
Tableau du retable des fonts baptismaux.
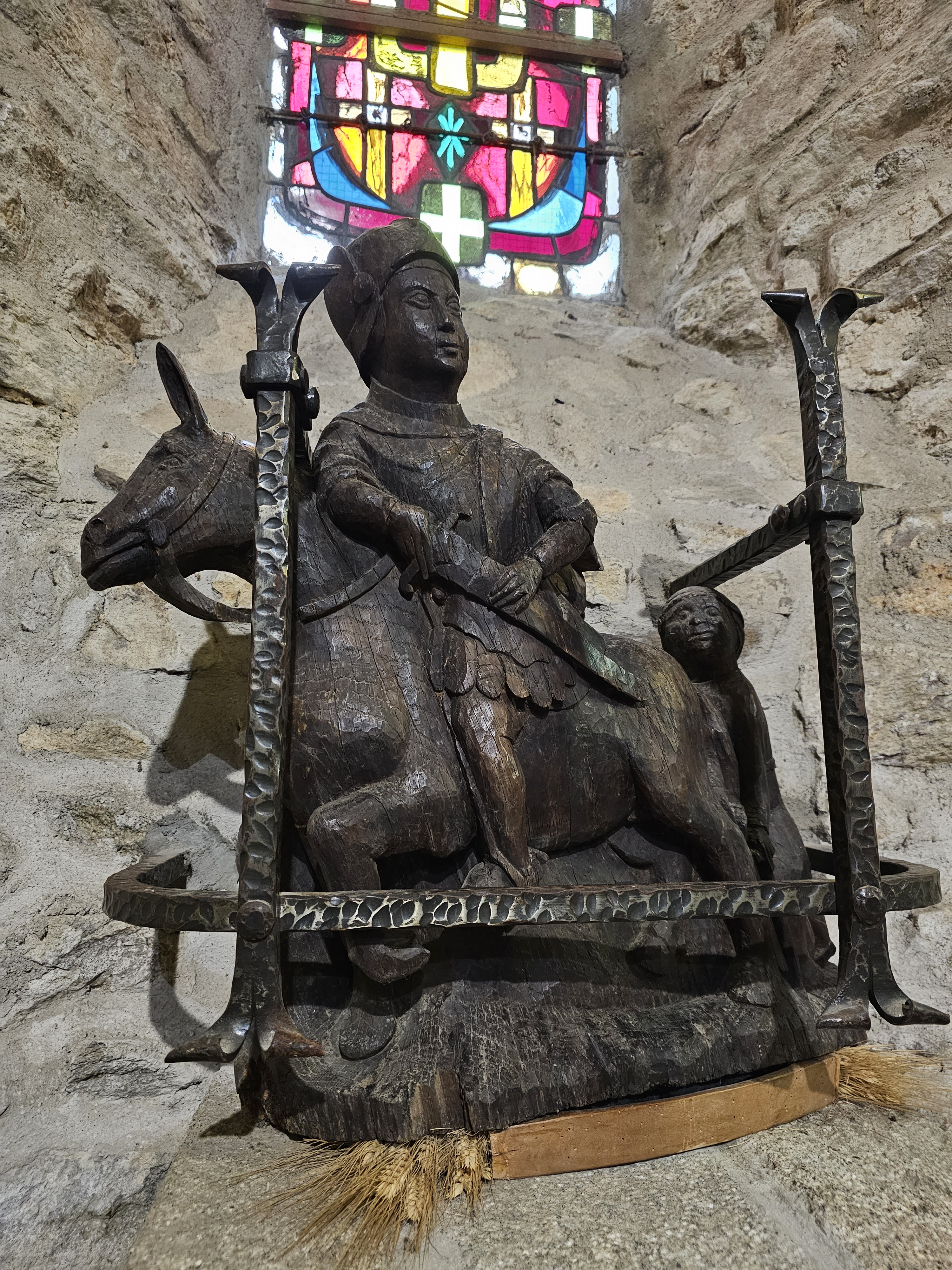
Charité de saint-Martin XVIe.
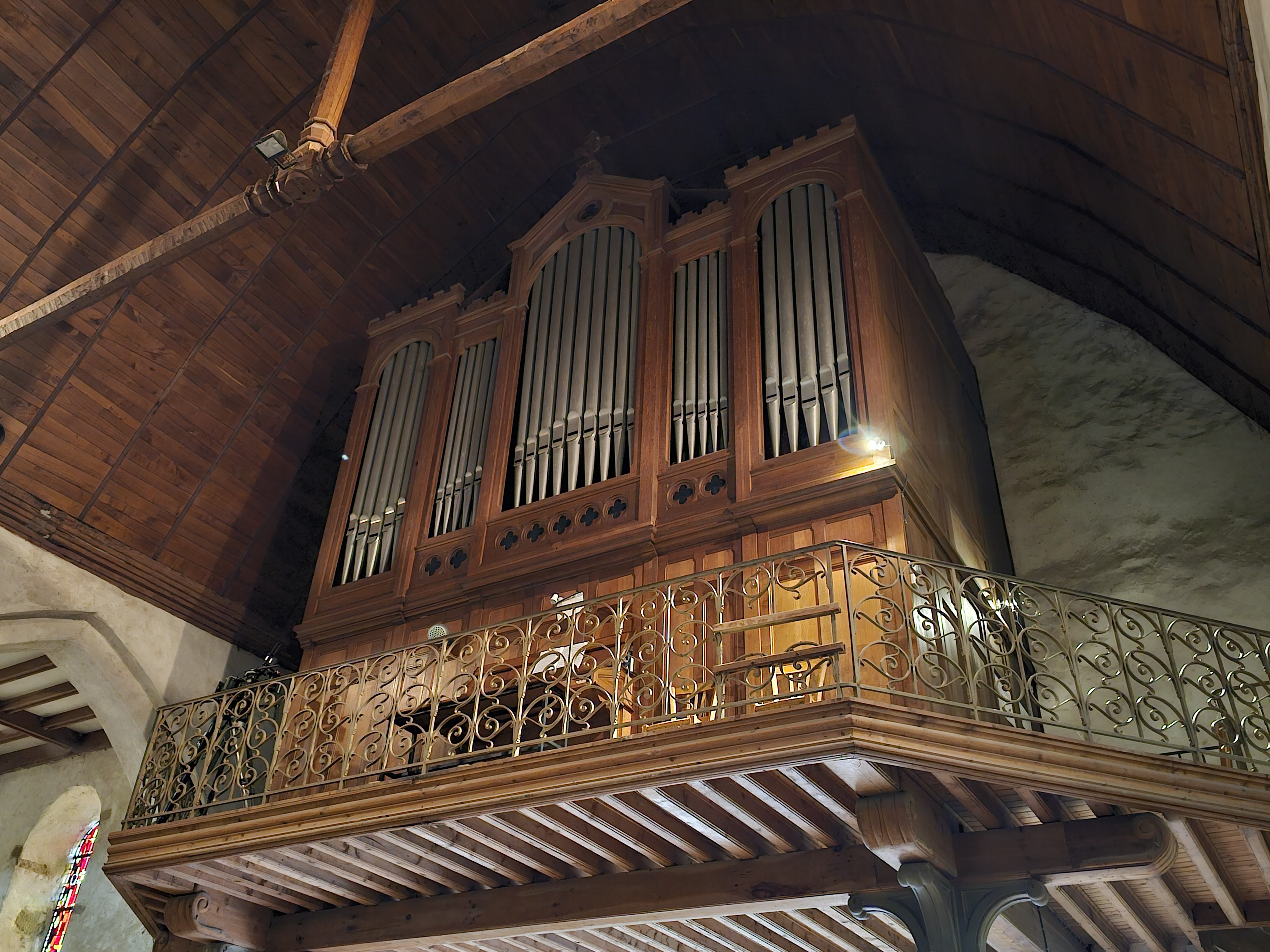
Orgue de tribune.